# 1686 год в науке
В 1686 году произошли различные научные и технологические события, некоторые из которых представлены ниже.

## События
- Лейбниц ввёл в науку символ {\displaystyle \int } для интеграла (и указал, что эта операция обратна дифференцированию). В другой статье, «Доказательство памятной ошибки Декарта», Лейбниц ввёл понятие «живой силы», аналогичное современной кинетической энергии, и сформулировал для неё закон сохранения[1].
- Английский учёный Эдмунд Галлей нашёл точную формулировку связи атмосферного давления с высотой, причём из-за отсутствия ещё понятия экспоненциальной функции он изложил эту зависимость следующим образом: когда высота увеличивается в арифметической прогрессии, атмосферное давление падает в геометрической[2].
- Немецкий астроном Готфрид Кирх обнаружил переменную яркость звезды Хи Лебедя.

## Публикации
- Английский натуралист Джон Рей издал первый том своего труда «История растений» (Historia Plantarum»), где впервые введён термин «биологический вид»[3] Второй и третий тома вышли в 1688 и 1704 годах.
- Эдмунд Галлей опубликовал систематическое исследование пассатов и муссонов, определив солнечное тепло как причину атмосферных изменений[4].
- Французский учёный и писатель Бернар Ле Бовье де Фонтенель опубликовал «Беседы о множественности миров» (Entretiens sur la pluralité des mondes), яркое и популярное изложение идей Коперника и их революционных следствий в философии. Книга сразу стала классическим образцом научно-популярной литературы, многократно переиздавалась и была переведена на многие языки. Русский перевод Антиоха Кантемира (1740 год) вызвал возмущённые протесты Священного синода, который в 1756 году потребовал запрещения по всей империи книг, «противных вере и нравственности… дабы никто отнюдь ничего писать и печатать как о множестве миров, так и о всём другом, Вере Святой противном и с честными правилами несогласном»[5][6].

## Родились
См. также: Категория:Родившиеся в 1686 году
- 10 февраля — Ян Фредерик Гроновиус (умер в 1762 году), голландский ботаник.
- 24 мая — Габриель Фаренгейт (умер в 1736 году), немецкий физик.
- 6 июля — Антуан де Жюссьё (умер в 1758 году), французский натуралист.
- 27 августа — Иосиф Симон Ассемани (умер в 1768 году), ватиканский историк и востоковед-энциклопедист ливанского происхождения, хранитель Ватиканской библиотеки.

## Скончались
См. также: Категория:Умершие в 1686 году
- 11 мая — Отто фон Герике (род. в 1602 году), немецкий физик.
- 7 июня — Пьетро Менголи (род. в 1626 году), итальянский математик, один из первых в Европе исследователей бесконечных рядов.
- 5 декабря — Нильс Стенсен (род. в 1638 году), датский натуралист.